# Europapokal der Landesmeister 1976/77
Der Europapokal der Landesmeister 1976/77 war die 22. Auflage des Wettbewerbs und wurde zum ersten Mal vom FC Liverpool im Finale gegen Borussia Mönchengladbach gewonnen. 32 Klubmannschaften nahmen teil, darunter 31 Landesmeister der vorangegangenen Saison und mit dem FC Bayern München der dreimalige Titelverteidiger, der im Viertelfinale an Dynamo Kiew scheiterte. Schauplatz des Finales war am 25. Mai 1977 das Olympiastadion Rom.
Es war erst der zweite Titelgewinn einer englischen Mannschaft, dem allerdings fünf weitere hintereinander folgen sollten. Inklusive diesem erreichte der FC Liverpool fünf Finalspiele in neun Jahren, von denen er vier gewann.

## Modus
Die Teilnehmer spielten im reinen Pokalmodus mit (bis auf das Finale) Hin- und Rückspielen um die Krone des europäischen Vereinsfußballs. Bei Torgleichstand zählte zunächst die größere Zahl der auswärts erzielten Tore; gab es auch hierbei einen Gleichstand, wurde das Rückspiel verlängert und ggf. sofort anschließend ein Elfmeterschießen zur Entscheidung ausgetragen.

## 1. Runde
Die Hinspiele fanden am 14.(Liverpool vs. Crusaders) und 15. September, die Rückspiele am 28.(Crusaders vs. Liverpool) und 29. September 1976 statt.
|                      | Gesamt    |                          | Hinspiel | Rückspiel |
| -------------------- | --------- | ------------------------ | -------- | --------- |
| FC Liverpool         | 7:0       | Crusaders FC             | 2:0      | 5:0       |
| FKS Stal Mielec      | 1:3       | Real Madrid              | 1:2      | 0:1       |
| Ferencváros Budapest | 11:30     | Jeunesse Esch            | 5:1      | 6:2       |
| ZSKA Sofia           | 0:1       | AS Saint-Étienne         | 0:0      | 0:1       |
| Dundalk FC           | 1:7       | PSV Eindhoven            | 1:1      | 0:6       |
| FK Austria Wien      | 1:3       | Borussia Mönchengladbach | 1:0      | 0:3       |
| Dynamo Dresden       | 2:0       | Benfica Lissabon         | 2:0      | 0:0       |
| Dynamo Kiew          | 5:0       | Partizan Belgrad         | 3:0      | 2:0       |
| Glasgow Rangers      | 1:2       | FC Zürich                | 1:1      | 0:1       |
| Køge BK              | 1:7       | FC Bayern München        | 0:5      | 1:2       |
| FC Brügge            | 3:2       | Steaua Bukarest          | 2:1      | 1:1       |
| Omonia Nikosia       | 1:3       | PAOK Saloniki            | 0:2      | 1:1       |
| AC Turin             | 3:2       | Malmö FF                 | 2:1      | 1:1       |
| ÍA Akranes           | 3:6       | Trabzonspor              | 1:3      | 2:3       |
| Viking Stavanger     | 2:3       | Baník Ostrava            | 2:1      | 0:2       |
| Sliema Wanderers     | (a)2:2(a) | Turun Palloseura         | 2:1      | 0:1       |

## 2. Runde
Die Hinspiele fanden am 20. Oktober, die Rückspiele am 3. November 1976 statt.
|                      | Gesamt |                          | Hinspiel | Rückspiel |
| -------------------- | ------ | ------------------------ | -------- | --------- |
| Trabzonspor          | 1:3    | FC Liverpool             | 1:0      | 0:3       |
| Ferencváros Budapest | 1:4    | Dynamo Dresden           | 1:0      | 0:4       |
| Baník Ostrava        | 2:6    | FC Bayern München        | 2:1      | 0:5       |
| Dynamo Kiew          | 6:0    | PAOK Saloniki            | 4:0      | 2:0       |
| AC Turin             | 1:2    | Borussia Mönchengladbach | 1:2      | 00:0 1    |
| AS Saint-Étienne     | 1:0    | PSV Eindhoven            | 1:0      | 0:0       |
| FC Zürich            | 3:0    | Turun Palloseura         | 2:0      | 1:0       |
| Real Madrid          | 0:2    | FC Brügge                | 00:0 2   | 0:2       |

## Viertelfinale
Die Hinspiele fanden am 2. März, die Rückspiele am 16. März 1977 statt.
|                          | Gesamt    |                | Hinspiel | Rückspiel |
| ------------------------ | --------- | -------------- | -------- | --------- |
| FC Bayern München        | 1:2       | Dynamo Kiew    | 1:0      | 0:2       |
| AS Saint-Étienne         | 2:3       | FC Liverpool   | 1:0      | 1:3       |
| Borussia Mönchengladbach | 3:2       | FC Brügge      | 02:2 3   | 1:0       |
| FC Zürich                | (a)4:4(a) | Dynamo Dresden | 2:1      | 2:3       |

## Halbfinale
Die Hinspiele fanden am 6. April, die Rückspiele am 20. April 1977 statt.
|             | Gesamt |                          | Hinspiel | Rückspiel |
| ----------- | ------ | ------------------------ | -------- | --------- |
| Dynamo Kiew | 1:2    | Borussia Mönchengladbach | 1:0      | 00:2 4    |
| FC Zürich   | 1:6    | FC Liverpool             | 1:3      | 0:3       |

## Finale
| FC Liverpool                               | FC Liverpool | Borussia Mönchengladbach | Borussia Mönchengladbach |
| ------------------------------------------ | --- | --- | ------------------------ |
| FC Liverpool                               | \| 25. Mai 1977 in Rom (Olympiastadion) \| \| Ergebnis: 3:1 (1:0) \| \| Zuschauer: 52.000 \| \| Schiedsrichter: Robert Wurtz ( Frankreich) \|                                      | \| 25. Mai 1977 in Rom (Olympiastadion) \| \| Ergebnis: 3:1 (1:0) \| \| Zuschauer: 52.000 \| \| Schiedsrichter: Robert Wurtz ( Frankreich) \| | Borussia Mönchengladbach |
| FC Liverpool                               | Ray Clemence – Phil Neal, Tommy Smith, Emlyn Hughes , Joey Jones – Jimmy Case, Terry McDermott, Ray Kennedy, Ian Callaghan – Kevin Keegan, Steve Heighway Cheftrainer: Bob Paisley | Wolfgang Kneib – Hans-Jürgen Wittkamp – Berti Vogts , Frank Schäffer, Hans Klinkhammer – Herbert Wimmer (24. Christian Kulik), Rainer Bonhof, Horst Wohlers (79. Wilfried Hannes), Uli Stielike – Allan Simonsen, Jupp Heynckes Cheftrainer: Udo Lattek | Borussia Mönchengladbach |
| FC Liverpool                               | 1:0 Terry McDermott (28.) 2:1 Tommy Smith (65.) 3:1 Phil Neal (83., Foulelfmeter)                                                                                                  | 1:1 Allan Simonsen (51.) | Borussia Mönchengladbach |
| FC Liverpool                               | Uli Stielike | | Borussia Mönchengladbach |
| 25. Mai 1977 in Rom (Olympiastadion)       | | |                          |
| Ergebnis: 3:1 (1:0)                        | | |                          |
| Zuschauer: 52.000                          | | |                          |
| Schiedsrichter: Robert Wurtz ( Frankreich) | | |                          |

## Beste Torschützen
| Rang | Spieler             | Klub                 | Tore |
| ---- | ------------------- | -------------------- | ---- |
| 1    | Franco Cucinotta    | FC Zürich            | 5    |
|      | Gerd Müller         | FC Bayern München    | 5    |
| 3    | Kevin Keegan        | FC Liverpool         | 4    |
|      | Phil Neal           | FC Liverpool         | 4    |
|      | Tibor Nyilasi       | Ferencváros Budapest | 4    |
|      | Conny Torstensson   | FC Bayern München    | 4    |
|      | René van de Kerkhof | PSV Eindhoven        | 4    |

## Eingesetzte Spieler FC Liverpool
| 1.           | FC Liverpool |
| FC Liverpool | - Tor: Ray Clemence (9/-) - Abwehr: Emlyn Hughes (9/-); Joey Jones (9/-); Phil Neal (8/4); Tommy Smith (7/1); Phil Thompson (3/-) - Mittelfeld: Steve Heighway (9/3); Ray Kennedy (9/1); Terry McDermott (7/2); Ian Callaghan (7/-); Jimmy Case (6/2) - Angriff: Kevin Keegan (8/4); David Johnson (6/3); John Toshack (4/1); David Fairclough (3/1); Alan Waddle (1/-) - Trainer: Bob Paisley |